# Vasco Lourenço

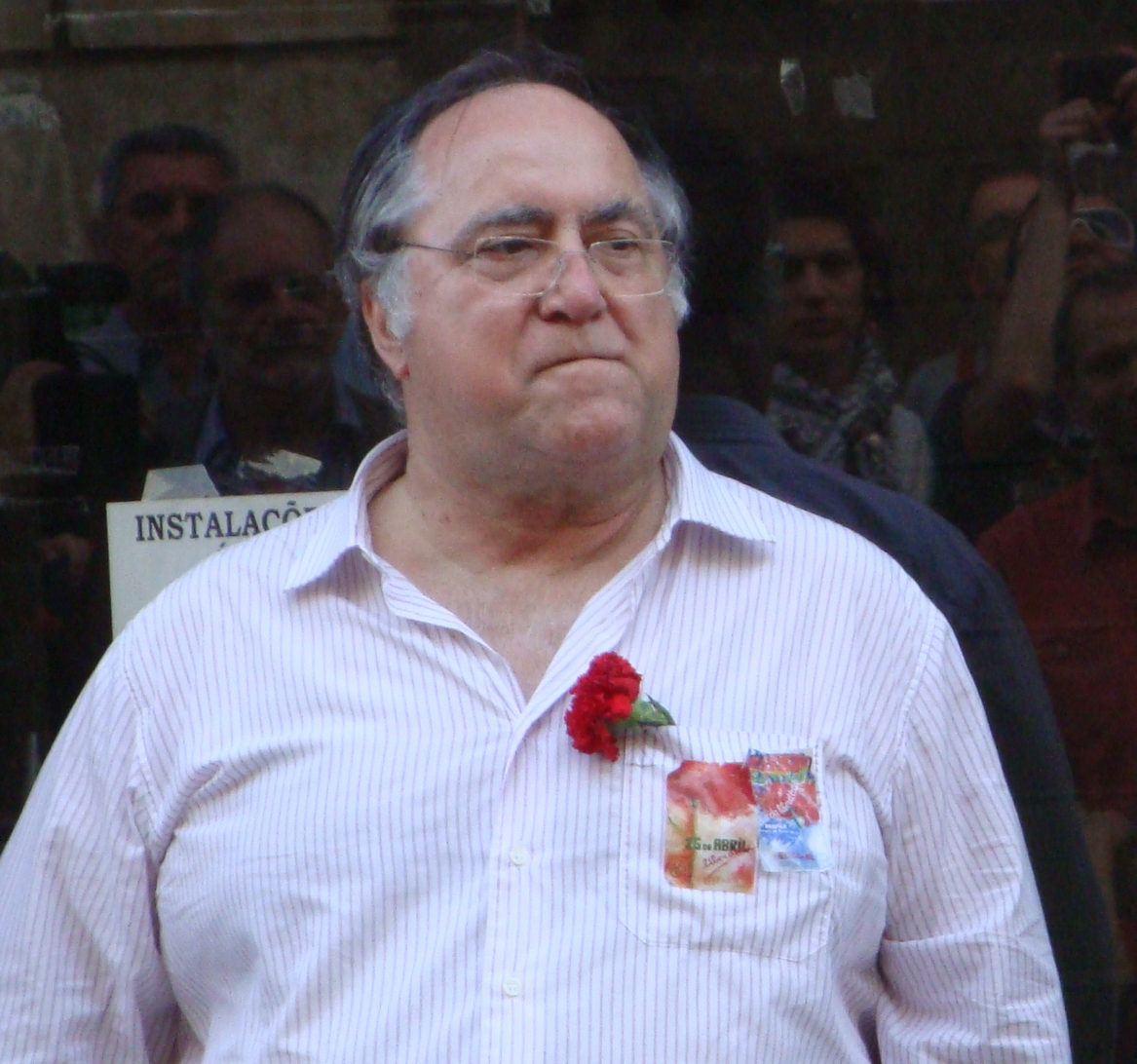
Vasco Lourenço nel 2010

Vasco Correia Lourenço (Castelo Branco, 19 giugno 1942) è un militare portoghese, tra i principali leader della Rivoluzione dei Garofani del 25 aprile 1974.

## Biografia
Nato a Lousa, una frazione di Castelo Branco, Lourenço entrò all'Accademia militare nel 1960 e nel 1964 fu promosso alfiere (grado equivalente a sottotenente) e assegnato in fanteria. Nel 1966 fu promosso tenente e nel 1968 capitano. Fra il 1969 e il 1971 fu inviato in Guinea-Bissau a prestare servizio nella Guerra coloniale portoghese. Tornato in Portogallo, fra il 1972 e il 1973 prestò servizio a Lisbona ed entrò nel Movimento dei Capitani, un gruppo di ufficiali scontenti del regime dittatoriale e della guerra coloniale. Nel dicembre 1973 entrò nella commissione di coordinamento del Movimento delle Forze Armate. Per questa sua attività, il 9 marzo 1974 fu arrestato e trasferito nelle Azzorre, dove si trovò nel giorno della rivoluzione. Rientrato a Lisbona, entrò a far parte del Consiglio di Stato e del Consiglio della rivoluzione. Nell'agosto del 1975 entrò nel Gruppo dei Nove, un gruppo di ufficiali moderati costituito su iniziativa di Ernesto Melo Antunes. Il 25 novembre dello stesso anno fu nominato comandante della Regione militare di Lisbona al posto di Otelo Saraiva de Carvalho e promosso temporaneamente generale. Nell'aprile del 1978 lasciò il comando della Regione militare, riprendendo servizio nell'Esercito con il grado di maggiore. Nell'aprile del 1988, su sua richiesta, fu posto nella riserva militare dell'Esercito e gli fu riconosciuto il grado di tenente colonnello. Nell'aprile del 2002 fu promosso colonnello e gli fu ricostruita la carriera, facendo decorrere la promozione dall'aprile 1990. Vasco Lourenço ha scritto tre libri ed è stato anche uno dei fondatori dell'Associação 25 de Abril, di cui ha assunto la presidenza fin dalla fondazione. Lourenço è sposato e ha una figlia.

## Libri pubblicati
- MFA Rosto de Povo, Portugalia Editora, 1976
- No Regresso Vinham Todos, Noticias Editorial, 1997
- Do Interior da Revolução, Ancora Editora, 2016

## Onorificenze
- Gran Croce dell'Ordine della Libertà (1983)
- Gran Croce dell'Ordine dell'infante Dom Henrique (1986)